# Portella Baixa de Vallmanya
La Portella Baixa de Vallmanys és una collada de muntanya situada ran mateix del Canigó, a 2.497,6 metres d'altitud, en el límit dels termes comunals de Castell de Vernet i de Vallmanya, tots dos de la comarca del Conflent, a la Catalunya del Nord. Està situada a prop de l'extrem sud-est del terme de Castell de Vernet, i del sud-oest del de Vallmanya. És al sud del cim del Canigó i a prop al nord del Puig del Roc Negre.